# Општина Хилишеу-Хорија (Ботошани)
Хилишеу-Хорија (рум. Hilişeu-Horia) општина је у Румунији у округу Ботошани.
Oпштина се налази на надморској висини од 166 m.